# Jessie Godderz
Jessie Godderz (ur. 26 kwietnia 1986 r.) – profesjonalny amerykański wrestler oraz kulturysta, członek World Natural Body Building Federation (WNBF). Także osobisty trener, okazjonalnie fotomodel.

## Biogram
Pochodzi z Huntington Beach w stanie Kalifornia, obecnie mieszka w Tampie na Florydzie. Ukończył szkołę średnią w Iowa. Jako dziewiętnastolatek pracował w zawodzie konduktora dla przedsiębiorstwa kolejowego Union Pacific Railroad.
Sam Godderz jest najmłodszym naturalnym kulturystą w Stanach Zjednoczonych.
Brał udział w dziesiątej amerykańskiej edycji reality show Big Brother. Ostatecznie z domu Wielkiego Brata został wyeliminowany jako czwarty, lokując się tym samym na dziesiątej pozycji.
Narcystyczna osobowość Godderza i jego udział w sesji zdjęciowej dla gejowskiego portalu internetowego prowadzą do spekulacji, czy jest on gejem. Spekulacje nasiliły się, gdy na temat orientacji seksualnej Godderza w mediach wypowiedzieli się jego przyjaciele.
Od 2010 zajmuje się wrestlingiem.

## Osiągnięcia w kulturystyce (wybór)
- 2008:
  - NANBF Natural Iowa & Central Midwest Championships Bodybuilding, Figure & Fitness – I m-ce